# Assemblies of God

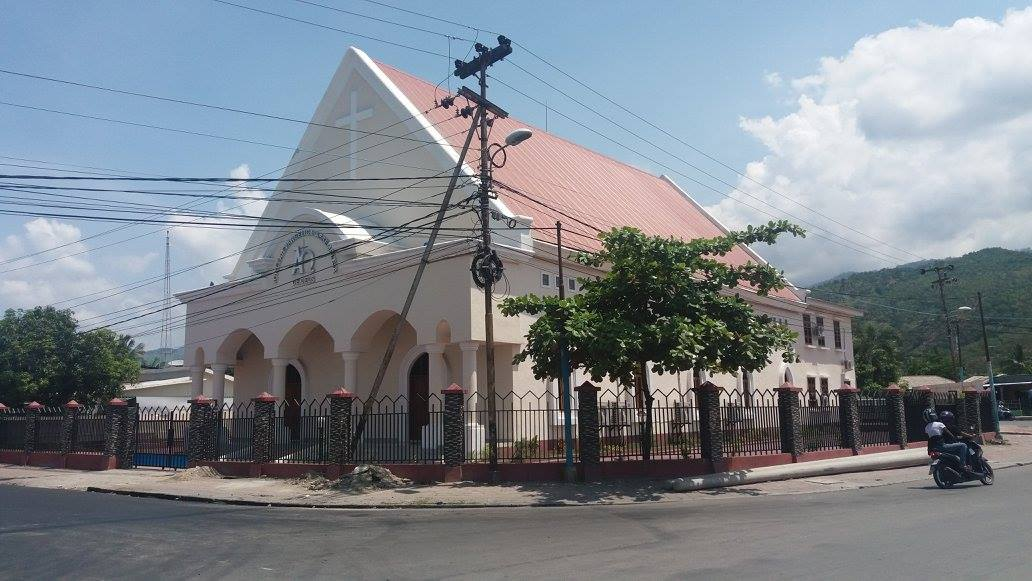
Kirche der Assemblies of God in Dili (Osttimor)

Assemblies of God (World Assemblies of God Fellowship) ist eine pfingstliche Denomination mit Sitz in Springfield (Missouri). Eigenen Angaben zufolge verfügte die Organisation im Jahre 2020 über 55,5 Millionen Anhänger.

## Geschichte
Die Vereinigung Assemblies of God bildete sich im April 1914 während eines internationalen Treffens pfingstlicher Gemeindeleiter, Geistlicher, Evangelisten und Missionare in Hot Springs.
Die Konferenz mit dem Namen General Council of the Assemblies of God war von Eudorus N. Bell einberufen worden, um grundlegende Positionen der Pfingstbewegung zu bestimmen. Dazu gehörten unter anderem ein Standard der Glaubenslehre, Richtlinien für die Zusammenarbeit sowie die Klärung von Fragen bezüglich der Mission, der Erziehung sowie der Schaffung einer eigenen Kirchenverwaltung. Strukturen sollten der Pflege und der Ausweitung der Pfingstbewegung förderlich sein.
Im Laufe des Jahres schlossen sich über 500 Gruppierungen an. Im Oktober 1916 kam es in St. Louis zu einem Bruch mit den Oneness Pentecostals, die die Trinität ablehnten. Im Laufe der Jahre entstanden weitere Ableger in verschiedenen Staaten. 1988 wurde die World Assemblies of God Fellowship als Dachverband gegründet.
Mit über 12.100 Kirchen in den Vereinigten Staaten und 236.022 Kirchen in 191 weiteren Ländern – nach eigenen Angaben – sind die Assemblies of God heute die größte pfingstliche Denomination weltweit.

## Theologie
Assemblies of God sind trinitarisch geprägt, wobei vor allem die unter US-amerikanischen Pfingstlern verbreitete unorthodoxe Christologie den Anlass gab, eine Lehrformel aufzustellen. Das sich entwickelnde Statement of Fundamental Truths gilt in den Grundzügen als evangelikal, weist jedoch Besonderheiten auf, wie etwa ein Bekenntnis zu göttlicher Heilung oder der Zungenrede als Ausdruck der Taufe mit dem Heiligen Geist.
Die Vereinigung unterhält ein theologisches Seminar in Springfield, das Assemblies of God Theological Seminary. Das Seminar war zunächst unter dem Namen Assemblies of God Graduate School bekannt geworden, erhielt dann aber im Jahr 1984 seinen aktuellen Namen.

## Einfluss auf die Politik
Mitglieder der Kirche haben vor allem in Afrika und Südamerika politischen Einfluss. Der äthiopische Verteidigungsminister Lemma Megersa und der ehemalige ghanaische Präsident John Dramani Mahama sind Mitglieder der lokalen Ableger der Assemblies of God.
Der AoG nahestehende Politiker vertreten oft, aber nicht ausschließlich rechtsreligiöse Positionen. Der konservative australische Premierminister Scott Morrison, ebenfalls Mitglied des AoG, kritisiert dies: “The Bible is not a policy handbook, and I get very worried when people try to treat it like one” (, deutsch: „Die Bibel ist kein politisches Handbuch und ich mache mir starke Sorgen, wenn sie als solches behandelt wird.“).
In Mittelamerika sind der von dem AoG-Televangelisten Guillermo Osorno gegründete Camino Cristiano Nicaragüense und der durch den AoG-Pastor Carlos Avendaño Calvo gegründete costa-ricanische Partido Restauración Nacional kleinere Oppositionsparteien mit einem christlich-fundamentalistischen Programm. Insbesondere in Brasilien hat die dort Assembleias de Deus genannte Kirche bedeutenden Einfluss. Die beiden rechten Parteien Patriota und der von dem Assembleias-de-Deus-Geistlichen Everaldo Pereira, genannt Pastor Everaldo, geführte Partido Social Cristão waren beide an der Regierungskoalition von Jair Bolsonaro beteiligt. Die Oppositionspolitikerin Marina Silva, welche sich für Umweltschutz, eine liberale Drogenpolitik und die Rechte der Indigenen einsetzt und ebenfalls AoG-Mitglied, wurde von der Kirchenführung für ihre liberale Haltung kritisiert.
Sarah Palin war bis 2002 Mitglied der Kirche.